# Ysselsteyn

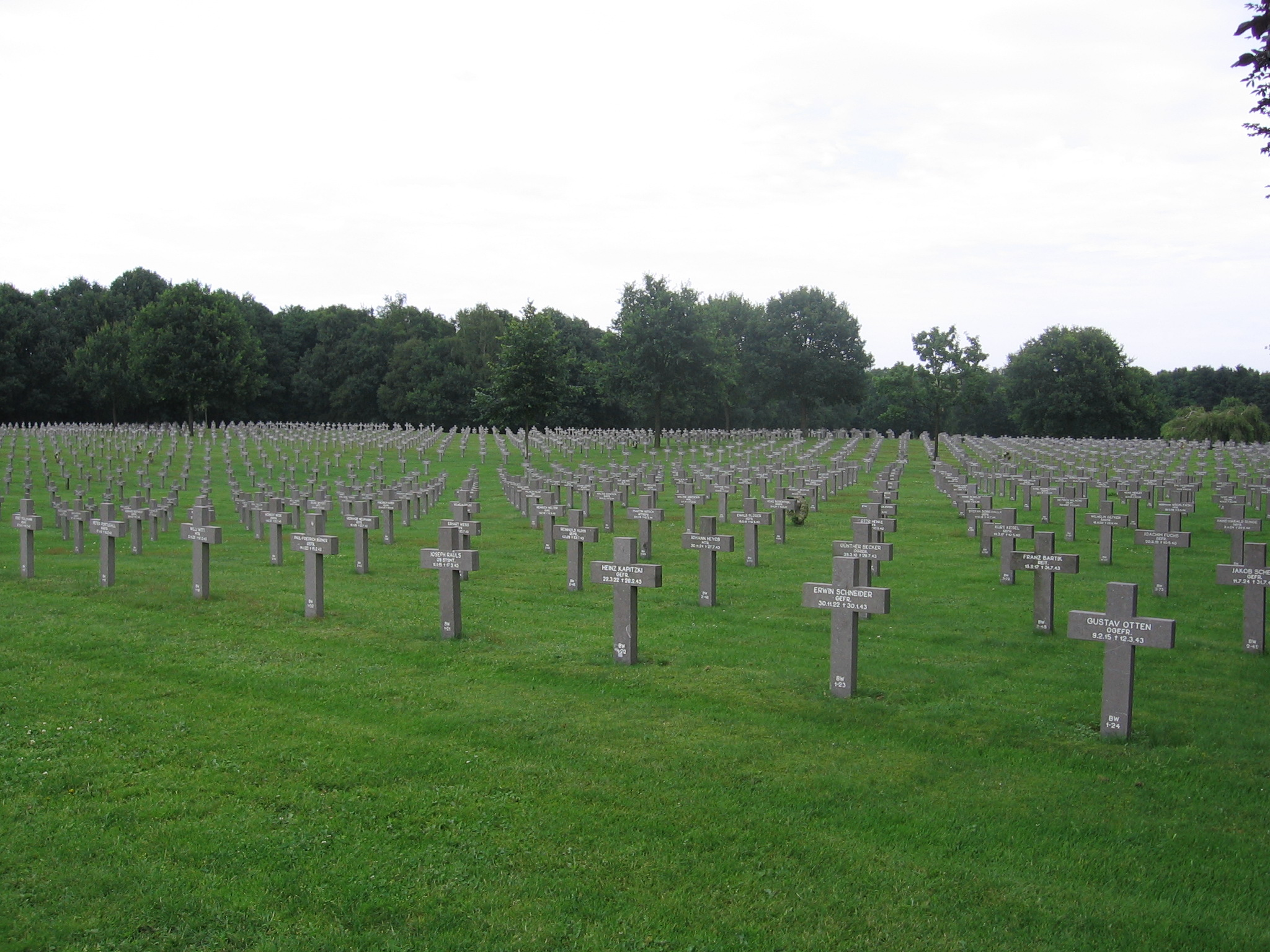
Cemitério de Ysselsteyn.

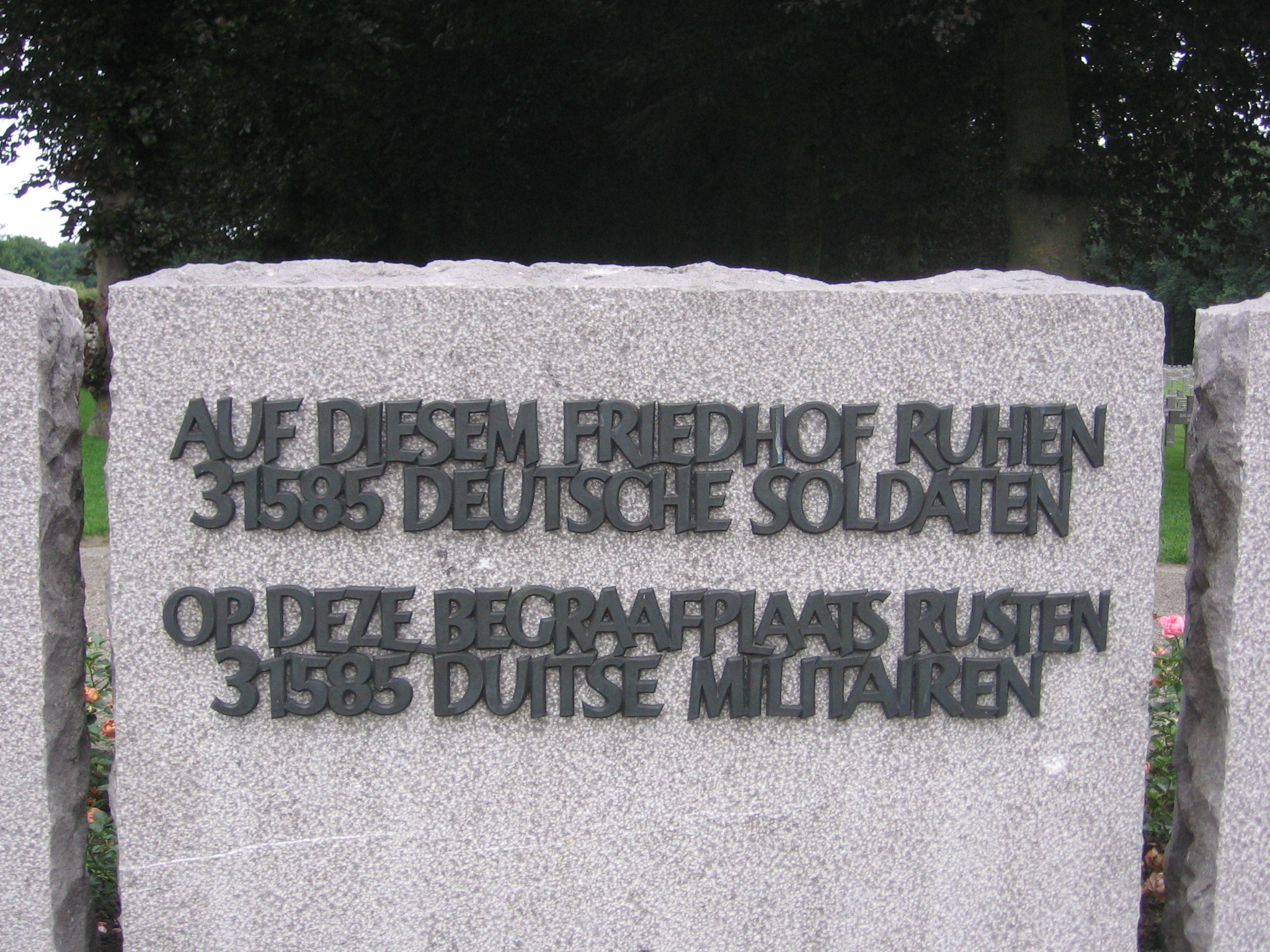

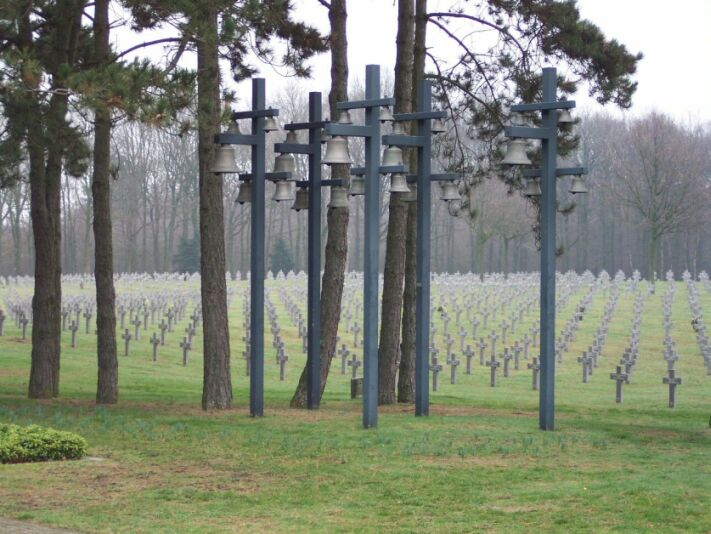

Ysselsteyn é um pequeno vilarejo no município e uma cidade de Venray, em Limburgo, Países Baixos. O vilarejo, ocupando 26 hectares (70 acres), tem o maior cemitério de guerra, contando 31.598 baixas.

## Cemitério Alemão da Segunda Guerra Mundial
O cemitério alemão de Ysselsteyn conta com, aproximadamente, 32.000 soldados alemães que morreram nos Países Baixos, durante a Segunda Guerra Mundial. É agora o único cemitério de guerra alemão nos Países Baixos como depois que da Segunda Guerra Mundial todas as fatalidades alemãs estivessem lá concentradas. Ele é administrado pela Comissão de Baixas da Guerra Alemã, a Volksbund Deutsche Kriegsgräberfürsorge.